# Aegle
Aegle es un género con tres especies de plantas  perteneciente a la familia Rutaceae. Es originario de Asia.

## Especies
- Aegle decandra Fern.-Vill.
- Aegle glutinosa (Blanco) Merr.
- Aegle marmelos (L.) Corrêa